# Agnieszka Bątor
Agnieszka Bątor (ur. 6 lutego 1981 w Mielcu) – polska lekkoatletka specjalizująca się w chodzie sportowym.

## Kariera sportowa
W czasie kariery juniorskiej zdobywała medale mistrzostw Polski – największe sukcesy odniosła w 2000 roku, kiedy została mistrzynią juniorów na 5 km we Wrocławiu i 3000 m w hali w Spale.
W występach seniorskich zdobyła dwa brązowe medale mistrzostw Polski – w 1998 roku w Sopocie na 5000 m i w 1999 w Krakowie na 10 km. Reprezentowała Polskę w 2000 roku na pucharze Europy w chodzie w Eisenhüttenstadt, gdzie na dystansie 10 km juniorek zajęła 17. miejsce.
W czasie swojej kariery reprezentowała Sokół Mielec. Trenowała ją Kazimiera Alicja Mosio.

## Życie prywatne
Jest córką Wiesława i Teresy Siewierskiej. Ukończyła Liceum Techniczne w Mielcu, a studiowała na AWF w Poznaniu.

## Osiągnięcia

### Seniorzy – krajowe
| Rok  | Impreza                     | Miejsce | Konkurencja    | Pozycja    | Wynik    |
| ---- | --------------------------- | ------- | -------------- | ---------- | -------- |
| 1998 | Mistrzostwa Polski seniorów | Sopot   | chód na 5000 m | 3. miejsce | 24:15,88 |
| 1999 | Mistrzostwa Polski seniorów | Kraków  | chód na 10 km  | 3. miejsce | 49:11    |

### Juniorzy – krajowe
| Rok  | Impreza                            | Miejsce        | Konkurencja    | Pozycja    | Wynik    |
| ---- | ---------------------------------- | -------------- | -------------- | ---------- | -------- |
| 1999 | Mistrzostwa Polski juniorów        | Biała Podlaska | chód na 10 km  | 2. miejsce | 49:56    |
| 1999 | Mistrzostwa Polski juniorów        | Białystok      | chód na 5 km   | 2. miejsce | 24:11,62 |
| 2000 | Halowe mistrzostwa Polski juniorów | Spała          | chód na 3000 m | 1. miejsce | 14:17,09 |
| 2000 | Mistrzostwa Polski juniorów        | Wrocław        | chód na 5 km   | 1. miejsce | 23:33,56 |